# Kamienica Abrama Cytrona w Białymstoku
Kamienica Abrama Cytrona – zabytkowa kamienica w Białymstoku, wybudowana po 1890 roku. 

## Historia
Należała do Abrama Cytrona, pochodzącego z rodziny fabrykantów. Pełniła funkcję typowej kamienicy czynszowej. W 1993 fasadę kamienicy wpisano do rejestru zabytków.